# ダニエル・ムニョス
ダニエル・ムニョス・メヒア（Daniel Muñoz Mejía , 1996年5月25日 - ）は、コロンビア・アンティオキア県アマルフィ出身のサッカー選手。プレミアリーグ・クリスタル・パレス所属。コロンビア代表。ポジションはDF。

## クラブ経歴
2017年にリオネグロ・アギラスのトップチームに昇格。2月5日のアメリカ・デ・カリ戦でプロデビュー。同年シーズンはプロ1年目ながら、リーグ戦30試合に出場。翌2018年シーズンも32試合3ゴールを記録。2019年シーズン途中の7月1日にアトレティコ・ナシオナルに移籍。加入後はリーグ戦20試合で7ゴールを決めた。
2020年5月28日、ヘンクと3年契約を締結したことが発表された。
2024年1月30日、クリスタル・パレスと3年半契約を結んだ。

## タイトル
ヘンク
- ベルギーカップ: 2020-21